# Vleeslijm
Vleeslijm is een op trombine gebaseerde plakmiddel waarmee in de levensmiddelenindustrie kleine stukjes vlees aan elkaar worden geplakt om grotere stukken vlees te creëren. De vleeslijm is niet onomstreden. Hoewel in Nederland toegelaten, besloot het Europees Parlement in mei 2010 om de vleeslijm niet automatisch in de hele Europese Unie toe te staan. Gebruik van trombine wordt vooral als misleidend voor consumenten ervaren, en onder parlementariërs leefde de angst dat bacteriën zich makkelijk aan trombine kunnen hechten. De Europese Autoriteit voor voedselveiligheid omschrijft het gebruik van trombine als veilig voor menselijke consumptie.